# Matías Romero
Matías Romero là một đô thị thuộc bang Oaxaca, México. Năm 2005, dân số của đô thị này là 38421 người.